# Po drugiej stronie światła
Po drugiej stronie światła – album koncertowy Marka Bilińskiego. Został wydany w 2021 roku nakładem wydawnictwa BiMa. Album zawiera cztery utwory artysty zarejestrowane 22 maja 2015 roku podczas  widowiska multimedialnego „Po drugiej stronie światła” na XV Festiwalu Nauki w Krakowie. Wraz z kompozytorem wystąpiły połączone chóry uczelni krakowskich - Chór Edukatus Uniwersytetu Pedagogicznego i Chór Dominanta Uniwersytetu Ekonomicznego pod dyrekcją Jolanty Grygielskiej. Można je usłyszeć w dwóch utworach: „E≠mc2” i „Początek światła”.

## Lista utworów(CD)
Źródło:.
1. „E≠mc2 (21:51)
2. „Po drugiej stronie świata” (10:26)
3. „Początek światła” (5:55)
4. „Dom w dolinie mgieł” (4:32)